# Хромово
Хро́мово (укр. Хромове; до 2016 г. Артёмовское) — посёлок в Бахмутской городской общине Бахмутского района Донецкой области Украины.
Население по данным всеукраинской переписи 2001 года составляло 1054 человека.
В Хромово родился Д. А. Чернявский — украинский общественный деятель, Герой Украины.